# Sclerophrys steindachneri
Sclerophrys steindachneri – gatunek afrykańskiego płaza bezogonowego z rodziny ropuchowatych (Bufonidae).

## Taksonomia i systematyka
Gatunek był w przeszłości zaliczany do rodzaju Bufo. W 2006 roku Frost i inni przenieśli go do rodzaju Amietophrynus. Ohler i Dubois w 2016 roku wykazali, że nazwa Amietophrynus jest młodszym synonimem nazwy Sclerophrys.
Poniższy kladogram za Van Bocxlaer et al. ilustruje pokrewieństwa z pokrewnymi gatunkami:
|  | Sclerophrys brauni |
|  |                    |
|  | Sclerophrys poweri |
|  |                    |

|  | \| \| Sclerophrys gracilipes \| \| \| \| \| \| Sclerophrys gutturalis \| \| \| \| |
|  |                                                                                   |
|  | Sclerophrys garmani                                                               |
|  |                                                                                   |
|  | Sclerophrys gracilipes                                                            |
|  |                                                                                   |
|  | Sclerophrys gutturalis                                                            |
|  |                                                                                   |

|  | Sclerophrys gracilipes |
|  |                        |
|  | Sclerophrys gutturalis |
|  |                        |

|  | \| \| Sclerophrys gracilipes \| \| \| \| \| \| Sclerophrys gutturalis \| \| \| \| |
|  |                                                                                   |
|  | Sclerophrys garmani                                                               |
|  |                                                                                   |
|  | Sclerophrys gracilipes                                                            |
|  |                                                                                   |
|  | Sclerophrys gutturalis                                                            |
|  |                                                                                   |

|  | Sclerophrys gracilipes |
|  |                        |
|  | Sclerophrys gutturalis |
|  |                        |

|  | Sclerophrys brauni |
|  |                    |
|  | Sclerophrys poweri |
|  |                    |

|  | \| \| Sclerophrys gracilipes \| \| \| \| \| \| Sclerophrys gutturalis \| \| \| \| |
|  |                                                                                   |
|  | Sclerophrys garmani                                                               |
|  |                                                                                   |
|  | Sclerophrys gracilipes                                                            |
|  |                                                                                   |
|  | Sclerophrys gutturalis                                                            |
|  |                                                                                   |

|  | Sclerophrys gracilipes |
|  |                        |
|  | Sclerophrys gutturalis |
|  |                        |

|  | \| \| Sclerophrys gracilipes \| \| \| \| \| \| Sclerophrys gutturalis \| \| \| \| |
|  |                                                                                   |
|  | Sclerophrys garmani                                                               |
|  |                                                                                   |
|  | Sclerophrys gracilipes                                                            |
|  |                                                                                   |
|  | Sclerophrys gutturalis                                                            |
|  |                                                                                   |

|  | Sclerophrys gracilipes |
|  |                        |
|  | Sclerophrys gutturalis |
|  |                        |

## Występowanie
Gatunek ten żyje na wschodzie i w centrum Afryki. Jego zasięg występowania sięga wschodniej Nigerii na zachodzie, obejmuje północny Kamerun i południowy Czad oraz Republikę Środkowoafrykańską, osiągając północną Demokratyczną Republikę Konga i Ugandę na południowym wschodzie, a Sudan Południowy i zachodnią Etiopię na wschodzie. Drugi niezależny obszar zajmowany przez te płazy przebiega wzdłuż wybrzeża Oceanu Indyjskiego od północno-wschodniej Tanzanii przez Kenię do południowej Somalii.
Zasiedla tereny bagniste, otoczone terenami trawiastymi lub różnymi typami sawanny.

## Rozmnażanie
Przebiega w zbiornikach wodnych, zarówno tych istniejących przez cały rok, jak i tworzących się tylko w określonym okresie.

## Status
Płaz ten zazwyczaj występuje pospolicie. Trend liczebności populacji nie jest znany.
Zagrożenie może stanowić dla niego niszczenie środowiska naturalnego przez działalność człowieka.